# خوليو سيزار بونينو
خوليو سيزار بونينو (بالإسبانية: Julio César Bonino)‏ (و. 1947 – 2017 م) هو كاهن كاثوليكي أوروغواياني، ولد في سانت لوسيا، توفي عن عمر يناهز 70 عاماً.

## مناصب
تولى منصب أسقف.